# Eredivisie 2009/10 (vrouwenvoetbal)
De Eredivisie is de hoogste Nederlandse voetbalcompetitie voor vrouwen. Hier staan zaken die te maken hebben met de Eredivisie tijdens het seizoen 2009/10.
Dit was het derde seizoen van de Eredivisie waarvoor zes teams waren geselecteerd. Er was sprake van een gesloten competitie waardoor er geen degradatie mogelijk was. De clubs kwamen twee keer uit en twee keer thuis tegen elkaar uit.
De competitie startte dit jaar op 1 oktober. De late aanvangsdatum had te maken met het EK waar het Nederlands elftal aan deelnam. Het toernooi begon op 23 augustus en duurde tot 10 september. Daarnaast startte in september de eerste kwalificatieronde voor het EK onder 19. Het definitieve programma werd in juli door de KNVB bekendgemaakt.

## Teams
Tijdens het seizoen 2009/10 spelen de volgende teams in de Eredivisie:
| Club          | Plaats     | Stadion                          | Trainer                                          |
| ------------- | ---------- | -------------------------------- | ------------------------------------------------ |
| ADO Den Haag  | Den Haag   | ADO Den Haag Stadion             | Sarina Wiegman-Glotzbach                         |
| AZ            | Alkmaar    | TATA Steel Stadion (Velsen-Zuid) | Ed Engelkes                                      |
| sc Heerenveen | Heerenveen | Sportpark Skoatterwâld           | Rick Mulder                                      |
| FC Twente     | Enschede   | De Grolsch Veste                 | Mary Kok-Willemsen                               |
| FC Utrecht    | Utrecht    | Sportcomplex Zoudenbalch         | Mark Verkuijl                                    |
| Willem II     | Tilburg    | Sportcomplex Bijstervelden       | Frans de Kat (Mark Schenning naar herenafdeling) |

## Ranglijst
| Pos | Team          | Wed | W  | G  | V  | Ptn | DV | DT | +/− | Kwalificatie                  |
| --- | ------------- | --- | -- | -- | -- | --- | -- | -- | --- | ----------------------------- |
| 1   | AZ (K)        | 20  | 12 | 5  | 3  | 41  | 32 | 11 | +21 | UEFA Women's Champions League |
| 2   | ADO Den Haag  | 20  | 11 | 4  | 5  | 37  | 24 | 16 | +8  |                               |
| 3   | Willem II     | 20  | 8  | 2  | 10 | 26  | 26 | 33 | −7  |                               |
| 4   | FC Twente     | 20  | 5  | 10 | 5  | 25  | 29 | 32 | −3  |                               |
| 5   | FC Utrecht    | 20  | 5  | 3  | 12 | 18  | 17 | 25 | −8  |                               |
| 6   | sc Heerenveen | 20  | 4  | 6  | 10 | 18  | 19 | 30 | −11 |                               |

## Kruistabel

### 1e helft
| Thuis \ Uit   | ADO | AZ  | HEE | TWE | UTR | WIL |
| ------------- | --- | --- | --- | --- | --- | --- |
| ADO Den Haag  |     | 1–0 | 0–0 | 1–3 | 1–0 | 1–0 |
| AZ            | 1–2 |     | 2–0 | 1–1 | 1–0 | 3–2 |
| sc Heerenveen | 0–0 | 0–2 |     | 4–3 | 0–1 | 0–2 |
| FC Twente     | 0–2 | 0–0 | 1–1 |     | 2–1 | 2–1 |
| FC Utrecht    | 1–0 | 0–1 | 4–1 | 1–1 |     | 1–2 |
| Willem II     | 3–1 | 1–0 | 1–0 | 5–2 | 0–3 |     |

### 2e helft
| Thuis \ Uit   | ADO | AZ  | HEE | TWE | UTR | WIL |
| ------------- | --- | --- | --- | --- | --- | --- |
| ADO Den Haag  |     | 2–2 | 1–0 | 2–2 | 3–0 | 2–0 |
| AZ            | 1–0 |     | 3–1 | 2–0 | 3–0 | 1–0 |
| sc Heerenveen | 1–2 | 1–1 |     | 1–1 | 2–1 | 2–0 |
| FC Twente     | 0–1 | 0–0 | 3–3 |     | 1–0 | 2–2 |
| FC Utrecht    | 0–1 | 0–2 | 1–2 | 1–1 |     | 1–0 |
| Willem II     | 2–1 | 0–6 | 1–0 | 3–4 | 1–1 |     |

## Statistieken

### Aantal goals per speelronde
| 7 |

| 9 |

| 5 |

| 8 |

| 12 |

| 9 |

| 11 |

| 3 |

| 4 |

| 2 |

| 5 |

| 6 |

| 14 |

| 3 |

| 7 |

| 8 |

| 8 |

| 4 |

| 11 |

| 11 |

| 7.4 |

| Eredivisie | Totaal: 147 Doelpunten |

| Eredivisie | Totaal: 147 Doelpunten |

### Topscorers
| Pos.             | Speler                       | Club             | Goals |
| ---------------- | ---------------------------- | ---------------- | ----- |
| 1                | Chantal de Ridder            | AZ               | 11    |
| 1                | Sylvia Smit                  | sc Heerenveen    | 11    |
| 3                | Lisanne Grimberg             | ADO Den Haag     | 7     |
| 3                | Renate Jansen                | ADO Den Haag     | 7     |
| 3                | Claudia van den Heiligenberg | AZ               | 7     |
| 6                | Suzanne de Kort              | FC Twente        | 6     |
| 7                | Jessica Fishlock             | AZ               | 5     |
| 7                | Ellen Jansen                 | FC Twente        | 5     |
| 7                | Marlous Pieëte               | FC Twente        | 5     |
| 7                | Renée Slegers                | Willem II        | 5     |
| 11               | Manon van den Boogaard       | FC Utrecht       | 4     |
| 12               | 11 speelsters                | 11 speelsters    | 3     |
| 23               | 7 speelsters                 | 7 speelsters     | 2     |
| 30               | 26 speelsters                | 26 speelsters    | 1     |
| Eigen doelpunten | Eigen doelpunten             | Eigen doelpunten | 1     |
| Totaal:          | Totaal:                      | Totaal:          | 147   |
| Wedstrijden:     | Wedstrijden:                 | Wedstrijden:     | 60    |
| Gemiddelde:      | Gemiddelde:                  | Gemiddelde:      | 2.45  |

3 Goals

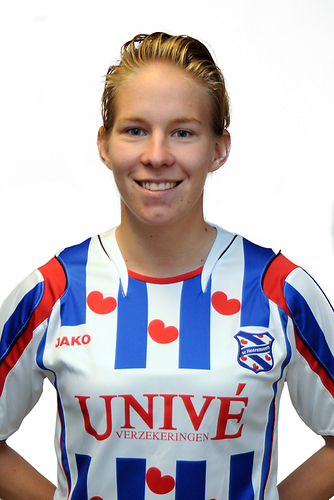
Sylvia Smit van sc Heerenveen werd topscorer met veertien doelpunten

- Sheila van den Bulk (ADO Den Haag)
- Anouk Dekker (FC Twente)
- Maayke Heuver (FC Twente)
- Monique van Veen (FC Utrecht)
- Lisanne Vermeulen (FC Utrecht)
- Mandy Versteegt (FC Utrecht)
- Marjolijn van den Bighelaar (Willem II)
- Cindy Burger (Willem II)
- Kirsten van de Ven (Willem II)
- Dominique Vugts (Willem II)
- Mauri van de Wetering (Willem II)

2 Goals
- Jill Wilmot (ADO Den Haag)
- Kirsten Koopmans (ADO Den Haag)
- Daphne Koster (AZ)
- Annelies Tump-Zondag (AZ)
- Lieke Martens (sc Heerenveen)
- Marianne van Brummelen (FC Twente)
- Carola Winter (FC Twente)

1 Goal
- Mandy van den Berg (ADO Den Haag)
- Jeanine van Dalen (ADO Den Haag)
- Marelle Worm (ADO Den Haag)
- Dionne Demarteau (AZ)
- Kim Dolstra (AZ)
- Stefanie van der Gragt (AZ)
- Karin Legemate (AZ)
- Loïs Oudemast (AZ)
- Cynthia Beekhuis (sc Heerenveen)
- Marije Brummel (sc Heerenveen)
- Nangila van Eyck (sc Heerenveen)
- Si Shut Hau (sc Heerenveen)
- Jorike Olde Loohuis (sc Heerenveen)

1 Goal (Vervolg)
- Carmen Manduapessy (sc Heerenveen)
- Mirte Roelvink (FC Twente)
- Larissa Wigger (FC Twente)
- Anouk Hoogendijk (FC Utrecht)
- Roos Kwakkenbos (FC Utrecht)
- Tessa Oudejans (FC Utrecht)
- Priscilla van Schuilenburg (FC Utrecht)
- Kika van Es (Willem II)
- Nikki van de Pas (Willem II)
- Marlou Peeters (Willem II)
- Karin Stevens (Willem II)
- Tamara Valentijn (Willem II)
- Jette van Vlerken (Willem II)

Eigen doelpunt
- Marlou Jacobs (Willem II, tegen FC Twente)

## Belangrijke transfers
| Naam                | Oude club              | Nieuwe club      |
| ------------------- | ---------------------- | ---------------- |
| Janneke Bijl        | FC Twente              | FC Utrecht       |
| Petra Dugardein     | Willem II              | ADO Den Haag     |
| Jessica Fishlock    | Bristol Academy WFC () | AZ               |
| Kelly Gilissen      | Roda JC                | FC Utrecht       |
| Daphne Koster       | AZ                     | Sky Blue FC () * |
| Karin Legemate      | ADO Den Haag           | AZ               |
| Gilanne Louwaars    | FC Utrecht             | Stopt            |
| Liesbeth Migchelsen | AZ                     | Stopt            |
| Nadja Olthuis       | FC Twente              | sc Heerenveen    |
| Suzanne de Kort     | Roda JC                | FC Twente        |
| Shirley Smith       | FC Utrecht             | Stopt            |
| Kirsten van de Ven  | Willem II              | Tyresö FF () *   |
| Carola Winter       | FC Twente              | Stopt *          |

* Tijdens dit seizoen.
ADO Den Haag · AZ · sc Heerenveen · FC Twente · FC Utrecht · Willem II
2007/08 · 2008/09 · 2009/10 · 2010/11 · 2011/12 · 2012/13 · 2013/14 · 2014/15 · 2015/16 · 2016/17 · 2017/18 · 2018/19 · 2019/20 · 2020/21 · 2021/22 · 2022/23 · 2023/24 · 2024/25

Eredivisie · Women's BeNe League · BeNe League Orange · KNVB Beker · Supercup · Eredivisie Cup · UEFA Women's Champions League